# Rigidita
Rigidita (z lat. rigidus) znamená tuhost, neohebnost. Opak je flexibilita, pružnost, poddajnost.
V běžné řeči vyjadřuje rigidita přísnost, strohost v jednání, neúprosné vymáhání pravidel, případně i neschopnost přizpůsobit se změnám a jistý formalismus. Rigidní přitom nemusí znamenat stálý; naopak lidé, kteří trvají na svých rozhodnutích, i když se zřetelně neosvědčila, často tato rozhodnutí stejně libovolně mění.
Psychologové rigiditu popisují jako strach ze ztráty kontroly a sebeúcty. V Česku se to od Mnichova vžilo i jako rčení „O nás — bez nás“. Aby nemuseli znovu prožívat mučivý pocit, že nejsou pány své vlastní situace, lidé si proti frustraci a stresu z nejistoty vytvořili únikové obranné mechanismy.
V právu je rigidní předpis, který není snadné změnit, například ústava.

## Příbuzná slova
- Rigor (lat. ztuhlost) se užívá v lékařství, například ve spojení rigor mortis, posmrtné ztuhnutí těla.
- Rigorózní znamená přísný, neúprosný — odtud
- Rigorózní zkouška, rigorózum (examen rigorosum), ve středoevropských zemích závěrečná doktorská zkouška na univerzitě. Bývá ústní a skládá se před komisí. Název rigorózum se už dnes používá jen z tradice, zákony o něm obvykle nehovoří.